# Gordon Benson
Gordon Benson (* 12. Mai 1994 in Halifax) ist ein ehemaliger britischer Triathlet und Olympiastarter (2016).

## Werdegang
Gordon Benson wurde 2011 im irischen Limerick Vizeeuropameister Duathlon bei den Junioren.
2014 wurde er U23-Europameister Triathlon.
Er konnte bei den Europaspielen 2015 das Rennen der Männer für sich entscheiden (neben der Schweizerin Nicola Spirig) und die erste Goldmedaille für das Vereinigte Königreich sichern. Mit der Goldmedaille qualifizierte er sich für die Olympischen Spiele 2016.

### Olympische Sommerspiele 2016
Gordon Benson ging im August 2016 bei den Olympischen Sommerspielen in Brasilien für Großbritannien an den Start – zusammen mit Helen Jenkins, Non Stanford, Vicky Holland und den beiden Brüdern Jonathan und Alistair Brownlee. Er konnte das Rennen nach einem Sturz mit dem Rad aber nicht beenden.
Im Juli 2019 wurde der damals 25-Jährige in Kasan (Russland) bei den Profis in der Eliteklasse Europameister auf der Triathlon-Sprintdistanz.
Gordon Benson lebt in Leeds.
Seit 2022 tritt er nicht mehr international in Erscheinung.

## Sportliche Erfolge
| Datum/Jahr    | Rang | Wettbewerb                                     | Austragungsort | Zeit     | Bemerkung                                                                      |
| ------------- | ---- | ---------------------------------------------- | -------------- | -------- | ------------------------------------------------------------------------------ |
| 5. Nov. 2021  | 17   | ITU World Championship Series 2021             | Abu Dhabi      | 00:53:39 |                                                                                |
| 23. Mai 2021  | 6    | ITU Triathlon World Cup                        | Lissabon       | 01:43:18 | hinter dem Norweger Kristian Blummenfelt                                       |
| 27. Juli 2019 | 1    | ETU Sprint Triathlon European Championships    | Kasan          | 00:52:03 | ETU-Europameister Triathlon Sprintdistanz                                      |
| 21. Juli 2019 | 2    | ITU World Championship Series 2019             | Edmonton       | 01:20:23 | in der gemischten Staffel mit India Lee, Sophie Coldwell und Jonathan Brownlee |
| 18. Aug. 2016 | DNF  | Olympische Sommerspiele 2016                   | Rio de Janeiro | –        | Sturz mit dem Rad                                                              |
| 14. Juni 2015 | 1    | Europaspiele 2015                              | Baku           | 01:48:31 |                                                                                |
| 28. Juni 2014 | 1    | ETU Triathlon European Championship U23        | Pensa          | 01:50:37 | U23-Europameister Triathlon                                                    |
| 15. Juni 2013 | 4    | ETU Triathlon European Championship Junior Men | Alanya         | 00:53:09 | Triathlon-Europameisterschaft Junioren                                         |

| Datum/Jahr    | Rang | Wettbewerb                                    | Austragungsort | Zeit     | Bemerkung                           |
| ------------- | ---- | --------------------------------------------- | -------------- | -------- | ----------------------------------- |
| 17. Apr. 2011 | 2    | ETU Duathlon European Championship Junior Men | Limerick       | 00:58:52 | Vizeeuropameister Duathlon Junioren |

(DNF – Did Not Finish)